# 竹村晃一
竹村 晃一（たけむら こういち、1965年〈昭和40年〉7月11日 - ）は、日本の郵政・総務官僚。

## 来歴
兵庫県。1989年（平成元年）、東京大学経済学部を卒業し、郵政省に入省。
入省後、情報流通行政局情報通信作品振興課長、総合通信基盤局電気通信事業部料金サービス課長、同局電気通信事業部事業政策課長、同局総務課長、同局電気通信事業部長などを歴任。入省同期に奥野総一郎衆議院議員がおり、奥野とともに郵政民営化に携わり、財投改革法や日本郵政公社法の作成を担当した。
2020年（令和2年）7月20日、総務省大臣官房総括審議官に就任。
2022年（令和4年）6月28日、総合通信基盤局長に就任。
2023年（令和5年）7月7日、総務省大臣官房長に就任。
2024年（令和6年）7月5日、総務省国際戦略局長に就任。
2025年（令和7年）7月1日、総務審議官に就任。